# 日本の劇物一覧
日本の劇物一覧（にほんのげきぶついちらん）では、毒物及び劇物取締法第二条と毒物及び劇物指定令によって定義される劇物の一覧を記載する。法定93品目と政令で指定されている339品目について、それぞれの一覧を下に示す。掲げられた物質であって、医薬用および医薬部外品以外のものが劇物である。同じ成分でも純品と製剤で、法令上の指定が分かれている化合物があるので注意のこと。例えば、指定劇物22の4のキシレンは純品では劇物であるが、これを含む製剤（シンナーの一部など）は劇物ではない。下記の表は、2024年（令和6年）6月1日現在のデータを収録している。

## 法定劇物
|    | 法律上の名称                                                                                         |                |
| -- | --- | -------------- |
| 1  | アクリルニトリル                                                                                     |                |
| 2  | アクロレイン                                                                                         |                |
| 3  | アニリン                                                                                             |                |
| 4  | アンモニア                                                                                           |                |
| 5  | 2-イソプロピル-4-メチルピリミジル-6-ジエチルチオホスフエイト(別名ダイアジノン)                       |                |
| 6  | エチル-N-(ジエチルジチオホスホリールアセチル)-N-メチルカルバメート                                   |                |
| 7  | エチレンクロルヒドリン                                                                               |                |
| 8  | 塩化水素                                                                                             |                |
| 9  | 塩化第一水銀                                                                                         |                |
| 10 | 過酸化水素                                                                                           |                |
| 11 | 過酸化ナトリウム                                                                                     |                |
| 12 | 過酸化尿素                                                                                           |                |
| 13 | カリウム                                                                                             |                |
| 14 | カリウムナトリウム合金                                                                               |                |
| 15 | クレゾール                                                                                           |                |
| 16 | クロルエチル                                                                                         |                |
| 17 | クロルスルホン酸                                                                                     |                |
| 18 | クロルピクリン                                                                                       |                |
| 19 | クロルメチル                                                                                         |                |
| 20 | クロロホルム                                                                                         |                |
| 21 | 硅弗化水素酸                                                                                         |                |
| 22 | シアン酸ナトリウム                                                                                   |                |
| 23 | ジエチル-4-クロルフエニルメルカプトメチルジチオホスフエイト                                          |                |
| 24 | ジエチル-(2,4-ジクロルフエニル)-チオホスフエイト                                                     |                |
| 25 | ジエチル-2,5-ジクロルフエニルメルカプトメチルジチオホスフエイト                                      |                |
| 26 | 四塩化炭素                                                                                           |                |
| 27 | シクロヘキシミド                                                                                     |                |
| 28 | ジクロル酢酸                                                                                         |                |
| 29 | ジクロルブチン                                                                                       |                |
| 30 | 2,3-ジ-(ジエチルジチオホスホロ)-パラジオキサン                                                       |                |
| 31 | 2,4-ジニトロ-6-シクロヘキシルフエノール                                                              |                |
| 32 | 2,4-ジニトロ-6-(1-メチルプロピル)-フエニルアセテート                                                 |                |
| 33 | 2,4-ジニトロ-6-メチルプロピルフエノールジメチルアクリレート                                          |                |
| 34 | 2,2'-ジピリジリウム-1, 1'-エチレンジブロミド                                                         |                |
| 35 | 1,2-ジブロムエタン(別名EDB)                                                                          |                |
| 36 | ジブロムクロルプロパン(別名DBCP)                                                                     |                |
| 37 | 3,5-ジブロム-4-ヒドロキシ-4'-ニトロアゾベンゼン                                                      |                |
| 38 | ジメチルエチルスルフイニルイソプロピルチオホスフエイト                                               |                |
| 39 | ジメチルエチルメルカプトエチルジチオホスフエイト(別名チオメトン)                                     |                |
| 40 | ジメチル-2,2-ジクロルビニルホスフエイト(別名DDVP)                                                    |                |
| 41 | ジメチルジチオホスホリルフエニル酢酸エチル                                                           |                |
| 42 | ジメチルジブロムジクロルエチルホスフエイト                                                           |                |
| 43 | ジメチルフタリルイミドメチルジチオホスフエイト                                                       |                |
| 44 | ジメチルメチルカルバミルエチルチオエチルチオホスフエイト                                             |                |
| 45 | ジメチル-(N-メチルカルバミルメチル)-ジチオホスフエイト(別名ジメトエート)                             |                |
| 46 | ジメチル-4-メチルメルカプト-3-メチルフエニルチオホスフエイト                                         |                |
| 47 | ジメチル硫酸                                                                                         |                |
| 48 | 重クロム酸                                                                                           |                |
| 49 | 蓚酸                                                                                                 |                |
| 50 | 臭素                                                                                                 |                |
| 51 | 硝酸                                                                                                 |                |
| 52 | 硝酸タリウム                                                                                         |                |
| 53 | 水酸化カリウム                                                                                       |                |
| 54 | 水酸化ナトリウム                                                                                     |                |
| 55 | スルホナール                                                                                         |                |
| 56 | テトラエチルメチレンビスジチオホスフエイト                                                           |                |
| 57 | トリエタノールアンモニウム-2,4-ジニトロ-6-(1-メチルプロピル)-フエノラート                            |                |
| 58 | トリクロル酢酸                                                                                       |                |
| 59 | トリクロルヒドロキシエチルジメチルホスホネイト                                                       |                |
| 60 | トリチオシクロヘプタジエン-3,4,6,7-テトラニトリル                                                    |                |
| 61 | トルイジン                                                                                           |                |
| 62 | ナトリウム                                                                                           |                |
| 63 | ニトロベンゼン                                                                                       |                |
| 64 | 二硫化炭素                                                                                           |                |
| 65 | 発煙硫酸                                                                                             |                |
| 66 | パラトルイレンジアミン                                                                               |                |
| 67 | パラフエニレンジアミン                                                                               |                |
| 68 | ピクリン酸                                                                                           | 爆発薬を除く。 |
| 69 | ヒドロキシルアミン                                                                                   |                |
| 70 | フエノール                                                                                           |                |
| 71 | ブラストサイジンS                                                                                    |                |
| 72 | ブロムエチル                                                                                         |                |
| 73 | ブロム水素                                                                                           |                |
| 74 | ブロムメチル                                                                                         |                |
| 75 | ヘキサクロルエポキシオクタヒドロエンドエキソジメタノナフタリン(別名ディルドリン)                     |                |
| 76 | 1,2,3,4,5,6-ヘキサクロルシクロヘキサン(別名リンデン)                                                 |                |
| 77 | ヘキサクロルヘキサヒドロジメタノナフタリン(別名アルドリン)                                           |                |
| 78 | ベタナフトール                                                                                       |                |
| 79 | 1,4,5,6,7-ペンタクロル-3a,4,7,7a-テトラヒドロ-4,7-(8,8-ジクロルメタノ)-インデン(別名ヘプタクロール)  |                |
| 80 | ペンタクロルフエノール(別名PCP)                                                                      |                |
| 81 | ホルムアルデヒド                                                                                     |                |
| 82 | 無水クロム酸                                                                                         |                |
| 83 | メタノール                                                                                           |                |
| 84 | メチルスルホナール                                                                                   |                |
| 85 | N-メチル-1-ナフチルカルバメート                                                                      |                |
| 86 | モノクロル酢酸                                                                                       |                |
| 87 | 沃化水素                                                                                             |                |
| 88 | 沃素                                                                                                 |                |
| 89 | 硫酸                                                                                                 |                |
| 90 | 硫酸タリウム                                                                                         |                |
| 91 | 燐化亜鉛                                                                                             |                |
| 92 | ロダン酢酸エチル                                                                                     |                |
| 93 | ロテノン                                                                                             |                |
| 94 | 前各号に掲げる物のほか、前各号に掲げる物を含有する製剤その他の劇性を有する物であつて政令で定めるもの |                |

## 政令で指定された劇物
上記の94にある、政令で指定された物質名を以下に示す。
|         | 化合物名称 | 備考 |
| ------- | --- | --- |
| 1       | 無機亜鉛塩類 | イ 炭酸亜鉛 ロ 雷酸亜鉛 ハ 焼結した硫化亜鉛(II) ニ 六水酸化錫亜鉛 を除く |
| 1の2    | 亜塩素酸ナトリウム及びこれを含有する製剤 | 25%以下を含有するもの及び爆発薬を除く |
| 1の3    | アクリルアミド及びこれを含有する製剤 | |
| 1の4    | アクリル酸及びこれを含有する製剤 | 10%以下を含有するものを除く |
| 1の5    | 亜硝酸イソブチル及びこれを含有する製剤 | |
| 1の6    | 亜硝酸イソペンチル及びこれを含有する製剤 | |
| 2       | 亜硝酸塩類 | |
| 2の2    | 亜硝酸3級ブチル及びこれを含有する製剤 | |
| 2の3    | 亜硝酸メチル及びこれを含有する製剤 | |
| 3       | アセチレンジカルボン酸アミド及びこれを含有する製剤 | |
| 3の2    | 亜セレン酸0.0082%以下を含有する製剤 | 1L以下の容器に収められ、亜セレン酸0.000082%以下を含有するものを除く |
| 4       | アニリン塩類 | |
| 4の2    | アバメクチン1.8%以下を含有する製剤 | |
| 4の3    | 2-アミノエタノール及びこれを含有する製剤 | 20%以下を含有するものを除く |
| 4の4    | N-(2-アミノエチル)-2-アミノエタノール及びこれを含有する製剤 | 10%以下を含有するものを除く |
| 4の5    | N-(2-アミノエチル)エタン-1,2-ジアミン及びこれを含有する製剤 | |
| 4の6    | L-2-アミノ-4-[(ヒドロキシ)(メチル)ホスフィノイル]ブチリル-L-アラニル-L-アラニン、その塩類及びこれらのいずれかを含有する製剤 | L-2-アミノ-4-[(ヒドロキシ)(メチル)ホスフィノイル]ブチリル-L-アラニル-L-アラニンとして19%以下を含有するものを除く |
| 4の7    | 1-アミノプロパン-2-オール及びこれを含有する製剤 | 4%以下を含有するものを除く |
| 4の8    | 3-アミノプロパン-1-オール及びこれを含有する製剤 | 1%以下を含有するものを除く |
| 4の9    | 3-アミノメチル-3,5,5-トリメチルシクロヘキシルアミン(別名イソホロンジアミン)及びこれを含有する製剤 | 6%以下を含有するものを除く |
| 4の10   | 3-(アミノメチル)ベンジルアミン及びこれを含有する製剤 | 8%以下を含有するものを除く |
| 5       | N-アルキルアニリン及びその塩類 | |
| 6       | N-アルキルトルイジン及びその塩類 | |
| 7       | アンチモン化合物及びこれを含有する製剤 | イ 4-アセトキシフエニルジメチルスルホニウム=ヘキサフルオロアンチモネート及びこれを含有する製剤 ロ アンチモン酸ナトリウム及びこれを含有する製剤 ハ 酸化アンチモン(III)を含有する製剤 ニ 酸化アンチモン(V)及びこれを含有する製剤 ホ 四酸化二アンチモン及びこれを含有する製剤 ヘ トリス(ジペンチルジチオカルバマト-κ2S,S')アンチモン5%以下を含有する製剤 ト 硫化アンチモン及びこれを含有する製剤 を除く |
| 8       | アンモニアを含有する製剤 | 10%以下を含有するものを除く |
| 8の2    | 2-イソブトキシエタノール及びこれを含有する製剤 | 15%以下を含有するものを除く |
| 9       | 2-イソプロピルオキシフェニル-N-メチルカルバメート及びこれを含有する製剤 | 1%以下を含有するものを除く |
| 9の2    | 2-イソプロピルフェニル-N-メチルカルバメート及びこれを含有する製剤 | 1.5%以下を含有するものを除く |
| 10      | 2-イソプロピル-4-メチルピリミジル-6-ジエチルチオホスフェイト(別名ダイアジノン)を含有する製剤 | 5% (マイクロカプセル製剤にあつては、30%) 以下を含有するものを除く |
| 10の2   | 一水素二弗化アンモニウム及びこれを含有する製剤 | 4%以下を含有するものを除く |
| 10の3   | 1,1'-イミノジ(オクタメチレン)ジグアニジン(別名イミノクタジン)、その塩類及びこれらのいずれかを含有する製剤 | イ 1,1'-イミノジ(オクタメチレン)ジグアニジンとして3.5%以下を含有する製剤(ロに該当するものを除く) ロ 1,1'-イミノジ(オクタメチレン)ジグアニジンアルキルベンゼンスルホン酸及びこれを含有する製剤 を除く |
| 11      | 可溶性ウラン化合物及びこれを含有する製剤 | |
| 11の2   | エタン-1,2-ジアミン及びこれを含有する製剤 | |
| 11の3   | O-エチル-O-(2-イソプロポキシカルボニルフェニル)-N-イソプロピルチオホスホルアミド(別名イソフェンホス)5%以下を含有する製剤 | |
| 11の4   | N-エチル-O-(2-イソプロポキシカルボニル-1-メチルビニル)-O-メチルチオホスホルアミド(別名プロペタンホス)及びこれを含有する製剤 | 1%以下を含有するものを除く |
| 12      | エチル-N-(ジエチルジチオホスホリールアセチル)-N-メチルカルバメートを含有する製剤 | |
| 12の2   | エチル=2-ジエトキシチオホスホリルオキシ-5-メチルピラゾロ[1,5-a]ピリミジン-6-カルボキシラート(別名ピラゾホス)及びこれを含有する製剤 | |
| 13      | エチル-2,4-ジクロルフェニルチオノベンゼンホスホネイト及びこれを含有する製剤 | 3%以下を含有するものを除く |
| 13の2   | エチルジフェニルジチオホスフェイト及びこれを含有する製剤 | 2%以下を含有するものを除く |
| 13の3   | O-エチル=S,S-ジプロピル=ホスホロジチオアート(別名エトプロホス)5%以下を含有する製剤 | 3%以下を含有する徐放性製剤を除く |
| 13の4   | 2-エチル-3,7-ジメチル-6-[4-(トリフルオロメトキシ)フェノキシ]-4-キノリル=メチル=カルボナート及びこれを含有する製剤 | |
| 13の5   | 2-エチルチオメチルフェニル-N-メチルカルバメート(別名エチオフェンカルブ)及びこれを含有する製剤 | 2%以下を含有するものを除く |
| 14      | エチルパラニトロフェニルチオノベンゼンホスホネイト(別名EPN)1.5%以下を含有する製剤 | |
| 14の2   | O-エチル=S-プロピル= [(2E)-2-(シアノイミノ)-3-エチルイミダゾリジン-1-イル]ホスホノチオアート(別名イミシアホス)及びこれを含有する製剤 | 1.5%以下を含有するものを除く |
| 14の3   | エチル=(Z)-3-[N-ベンジル-N-[[メチル(1-メチルチオエチリデンアミノオキシカルボニル)アミノ]チオ]アミノ]プロピオナート及びこれを含有する製剤 | |
| 14の4   | O-エチル-O-4-メチルチオフェニル-S-プロピルジチオホスフェイト及びこれを含有する製剤 | 3%以下を含有するものを除く |
| 14の5   | O-エチル=S-1-メチルプロピル=(2-オキソ-3-チアゾリジニル)ホスホノチオアート(別名ホスチアゼート)及びこれを含有する製剤 | 1.5%以下を含有するものを除く |
| 14の6   | 4-エチルメルカプトフェニル-N-メチルカルバメート及びこれを含有する製剤 | |
| 14の7   | エチレンオキシド及びこれを含有する製剤 | |
| 15      | エチレンクロルヒドリン及びこれを含有する製剤 | |
| 15の2   | エピクロルヒドリン及びこれを含有する製剤 | |
| 15の3   | エマメクチン、その塩類及びこれらのいずれかを含有する製剤 | エマメクチンとして2%以下を含有するものを除く |
| 16      | 塩化水素を含有する製剤 | 10%以下を含有するものを除く |
| 16の2   | 塩化水素と硫酸とを含有する製剤 | 合わせて10%以下を含有するものを除く |
| 17      | 塩化第一水銀を含有する製剤 | |
| 17の2   | 塩化チオニル及びこれを含有する製剤 | |
| 17の3   | 塩素 | |
| 18      | 塩素酸塩類及びこれを含有する製剤 | 爆発薬を除く |
| 18の2   | (1R,2S,3R,4S)-7-オキサビシクロ[2,2,1]ヘプタン-2,3-ジカルボン酸(別名エンドタール)、その塩類及びこれらのいずれかを含有する製剤 | (1R,2S,3R,4S)-7-オキサビシクロ[2,2,1]ヘプタン-2,3-ジカルボン酸として1.5%以下を含有するものを除く |
| 18の3   | オキシ三塩化バナジウム及びこれを含有する製剤 | |
| 18の4   | オキシラン-2-イルメチル=メタクリラート及びこれを含有する製剤 | |
| 18の5   | 1,2,4,5,6,7,8,8-オクタクロロ-2,3,3a,4,7,7a-ヘキサヒドロ-4,7-メタノ-1H-インデン、 1,2,3,4,5,6,7,8,8-ノナクロロ-2,3,3a,4,7,7a-ヘキサヒドロ-4,7-メタノ-1H-インデン、 4,5,6,7,8,8-ヘキサクロロ-3a,4,7,7a-テトラヒドロ-4,7-メタノインデン、 1,4,5,6,7,8,8-ヘプタクロロ-3a,4,7,7a-テトラヒドロ-4,7-メタノ-1H-インデン 及びこれらの類縁化合物の混合物(別名クロルデン)並びにこれを含有する製剤 | 6%以下を含有するものを除く |
| 19      | 過酸化水素を含有する製剤 | 6%以下を含有するものを除く |
| 20      | 過酸化ナトリウムを含有する製剤 | 5%以下を含有するものを除く |
| 21      | 過酸化尿素を含有する製剤 | 17%以下を含有するものを除く |
| 22      | カドミウム化合物 | 硫黄、カドミウム、セレンから成る焼結した物質を除く |
| 22の2   | 〔(2-カルボキシラトフエニル)チオ〕(エチル)水銀ナトリウム（別名チメロサール） | 0.1％以下を含有する製剤 |
| 22の3   | ぎ酸及びこれを含有する製剤 | 90%以下を含有するものを除く |
| 22の4   | キシレン | |
| 22の5   | キノリン及びこれを含有する製剤 | |
| 23      | 無機金塩類 | 雷金を除く |
| 24      | 無機銀塩類 | 塩化銀及び雷酸銀を除く |
| 24の2   | グリコール酸及びこれを含有する製剤 | 3.6%以下を含有するものを除く |
| 25      | クレゾールを含有する製剤 | 5%以下を含有するものを除く |
| 26      | クロム酸塩類及びこれを含有する製剤 | クロム酸鉛70%以下を含有するものを除く |
| 26の2   | 2-クロルエチルトリメチルアンモニウム塩類及びこれを含有する製剤 | |
| 26の3   | N-(3-クロル-4-クロルジフルオロメチルチオフェニル)-N',N'-ジメチルウレア及びこれを含有する製剤 | 12%以下を含有するものを除く |
| 26の4   | 2-クロル-1-(2,4-ジクロルフェニル)ビニルエチルメチルホスフェイト及びこれを含有する製剤 | |
| 26の5   | 2-クロル-1-(2,4-ジクロルフェニル)ビニルジメチルホスフェイト及びこれを含有する製剤 | |
| 26の6   | 1-クロル-1,2-ジブロムエタン及びこれを含有する製剤 | |
| 26の7   | 2-クロル-4,5-ジメチルフェニル-N-メチルカルバメート及びこれを含有する製剤 | |
| 27      | クロルピクリンを含有する製剤 | |
| 28      | クロルメチルを含有する製剤 | 容量300ミリリットル以下の容器に収められた殺虫剤であって、クロルメチル50%以下を含有するものを除く |
| 28の2   | クロロアセチルクロライド及びこれを含有する製剤 | |
| 28の3   | 2-クロロアニリン及びこれを含有する製剤 | |
| 28の4   | 4-クロロ-3-エチル-1-メチル-N-[4-(パラトリルオキシ)ベンジル]ピラゾール-5-カルボキサミド及びこれを含有する製剤 | |
| 28の5   | 5-クロロ-N-[2-[4-(2-エトキシエチル)-2,3-ジメチルフェノキシ]エチル]-6-エチルピリミジン-4-アミン(別名ピリミジフェン)及びこれを含有する製剤 | 4%以下を含有するものを除く |
| 28の6   | クロロぎ酸ノルマルプロピル及びこれを含有する製剤 | |
| 28の7   | クロロ酢酸エチル及び及びこれを含有する製剤 | |
| 28の8   | クロロ酢酸ナトリウム及びこれを含有する製剤 | |
| 28の9   | 1-クロロ-4-ニトロベンゼン及びこれを含有する製剤 | |
| 28の10  | 2-クロロニトロベンゼン及びこれを含有する製剤 | |
| 28の11  | トランス-N-(6-クロロ-3-ピリジルメチル)-N'-シアノ-N-メチルアセトアミジン(別名アセタミプリド)及びこれを含有する製剤 | 2%以下を含有するものを除く |
| 28の12  | 1-(6-クロロ-3-ピリジルメチル)-N-ニトロイミダゾリジン-2-イリデンアミン(別名イミダクロプリド)及びこれを含有する製剤 | 2%以下を含有するものを除く |
| 28の13  | 3-(6-クロロピリジン-3-イルメチル)-1,3-チアゾリジン-2-イリデンシアナミド(別名チアクロプリド)及びこれを含有する製剤 | 3%以下を含有するものを除く |
| 28の14  | (RS)-[O-1-(4-クロロフェニル)ピラゾール-4-イル=O-エチル=S-プロピル=ホスホロチオアート](別名ピラクロホス)及びこれを含有する製剤 | 6%以下を含有するものを除く |
| 28の15  | 4-クロロ-2-フルオロ-5-[(RS)-(2,2,2-トリフルオロエチル)スルフィニル]フェニル=5-[(トリフルオロメチル)チオ]ペンチル=エーテル（別名フルペンチオフェノックス）及びこれを含有する製剤 | |
| 28の16  | クロロプレン及びこれを含有する製剤 | |
| 29      | 珪弗化水素酸を含有する製剤 | |
| 30      | 珪弗化水素酸塩類及びこれを含有する製剤 | |
| 30の2   | 五酸化バナジウム(溶融した五酸化バナジウムを固形化したものを除く)及びこれを含有する製剤 | 10%以下を含有するものを除く |
| 30の3   | 酢酸エチル | |
| 30の4   | 酢酸タリウム及びこれを含有する製剤 | |
| 30の5   | サリノマイシン、その塩類及びこれらのいずれかを含有する製剤 | サリノマイシンとして1%以下を含有するものを除く |
| 30の6   | 三塩化アルミニウム及びこれを含有する製剤 | |
| 30の7   | 三塩化チタン及びこれを含有する製剤 | |
| 31      | 酸化水銀5%以下を含有する製剤 | |
| 31の2   | シアナミド及びこれを含有する製剤 | 10%以下を含有するものを除く |
| 31の3   | 4-ジアリルアミノ-3,5-ジメチルフェニル-N-メチルカルバメート及びこれを含有する製剤 | |
| 32      | 有機シアン化合物及びこれを含有する製剤 | 以下表外に示す例外を除く |
| 33      | ジイソプロピル-S-(エチルスルフィニルメチル)-ジチオホスフェイト及びこれを含有する製剤 | 5%以下を含有するものを除く |
| 33の2   | 2-(ジエチルアミノ)エタノール及びこれを含有する製剤 | 0.7%以下を含有するものを除く |
| 33の3   | 2-ジエチルアミノ-6-メチルピリミジル-4-ジエチルチオホスフェイト及びこれを含有する製剤 | |
| 34      | ジエチル-S-(エチルチオエチル)-ジチオホスフェイト5%以下を含有する製剤 | |
| 34の2   | ジエチル-S-(2-オキソ-6-クロルベンゾオキサゾロメチル)-ジチオホスフェイト及びこれを含有する製剤 | 2.2%以下を含有するものを除く |
| 34の3   | O,O'-ジエチル=O"-(2-キノキサリニル)=チオホスファート(別名キナルホス)及びこれを含有する製剤 | |
| 35      | ジエチル-4-クロルフェニルメルカプトメチルジチオホスフェイトを含有する製剤 | |
| 35の2   | ジエチル-1-(2',4'-ジクロルフェニル)-2-クロルビニルホスフェイト及びこれを含有する製剤 | |
| 36      | ジエチル-(2,4-ジクロルフェニル)-チオホスフェイトを含有する製剤 | 3%以下を含有するものを除く |
| 37      | ジエチル-2,5-ジクロルフェニルメルカプトメチルジチオホスフェイトを含有する製剤 | 1.5%以下を含有するものを除く |
| 37の2   | ジエチル-(1,3-ジチオシクロベンチリデン)-チオホスホルアミド5%以下を含有する製剤 | |
| 37の3   | ジエチル=スルファート及びこれを含有する製剤 | |
| 37の4   | ジエチル-3,5,6-トリクロル-2-ピリジルチオホスフェイト及びこれを含有する製剤 | 1%(マイクロカプセル製剤にあっては、25%)以下を含有するものを除く |
| 37の5   | ジエチル-(5-フェニル-3-イソキサゾリル)-チオホスフェイト(別名イソキサチオン)及びこれを含有する製剤 | 2%以下を含有するものを除く |
| 37の6   | ジエチル-S-ベンジルチオホスフェイト及びこれを含有する製剤 | 2.3%以下を含有するものを除く |
| 37の7   | ジエチル-4-メチルスルフィニルフェニル-チオホスフェイト3%以下を含有する製剤 | |
| 38      | 四塩化炭素を含有する製剤 | |
| 38の2   | 2-(1,3-ジオキソラン-2-イル)-フェニル-N-メチルカルバメート及びこれを含有する製剤 | |
| 38の3   | 1,3-ジカルバモイルチオ-2-(N,N-ジメチルアミノ)-プロパン、その塩類及びこれらのいずれかを含有する製剤 | 1,3-ジカルバモイルチオ-2-(N,N-ジメチルアミノ)-プロパンとして2%以下を含有するものを除く |
| 39      | しきみの実 | |
| 39の2   | シクロヘキサ-4-エン-1,2-ジカルボン酸無水物及びこれを含有する製剤 | |
| 40      | シクロヘキシミドを含有する製剤 | 0.2%以下を含有するものを除く |
| 40の2   | シクロヘキシルアミン及びこれを含有する製剤 | |
| 40の3   | ジ(2-クロルイソプロピル)エーテル及びこれを含有する製剤 | |
| 40の4   | ジクロルジニトロメタン及びこれを含有する製剤 | |
| 40の5   | 2,4-ジクロル-6-ニトロフェノール、その塩類及びこれらのいずれかを含有する製剤 | |
| 41      | ジクロルブチンを含有する製剤 | |
| 41の2   | 2',4-ジクロロ-α,α,α-トリフルオロ-4'-ニトロメタトルエンスルホンアニリド(別名フルスルファミド)及びこれを含有する製剤 | 0.3%以下を含有するものを除く |
| 41の3   | 2,4-ジクロロ-1-ニトロベンゼン及びこれを含有する製剤 | |
| 41の4   | 2,4-ジクロロフェノール及びこれを含有する製剤 | |
| 41の5   | 1,3-ジクロロプロペン及びこれを含有する製剤 | |
| 42      | 2,3-ジ-(ジエチルジチオホスホロ)-パラジオキサンを含有する製剤 | |
| 42の2   | ジシクロヘキシルアミンを含有する製剤 | 4%以下を含有するものを除く |
| 42の3   | ジデシル(ジメチル)アンモニウム=クロリド及びこれを含有する製剤 | 0.4%以下を含有するものを除く |
| 43      | 2,4-ジニトロ-6-シクロヘキシルフェノールを含有する製剤 | 0.5%以下を含有するものを除く |
| 43の2   | 2,4-ジニトロトルエン及びこれを含有する製剤 | |
| 44      | 2,4-ジニトロ-6-(1-メチルプロピル)-フェニルアセテートを含有する製剤 | |
| 45      | 2,4-ジニトロ-6-(1-メチルプロピル)-フェノール2%以下を含有する製剤 | |
| 46      | 2,4-ジニトロ-6-メチルプロピルフェノールジメチルアクリレートを含有する製剤 | |
| 46の2   | ジニトロメチルヘプチルフェニルクロトナート(別名ジノカップ)及びこれを含有する製剤 | 0.2%以下を含有するものを除く |
| 46の3   | 2,3-ジヒドロ-2,2-ジメチル-7-ベンゾ[b]フラニル-N-ジブチルアミノチオ-N-メチルカルバマート(別名カルボスルファン)及びこれを含有する製剤 | |
| 47      | 2,2'-ジピリジリウム-1,1'-エチレンジブロミドを含有する製剤 | |
| 47の2   | 2-ジフェニルアセチル-1,3-インダンジオン0.005%以下を含有する製剤 | |
| 47の3   | 3-（ジフルオロメチル）-1-メチル-N-［（3R）―1,1,3―トリメチル-2,3-ジヒドロ-1H-インデン-4-イル］-1H-ピラゾール-4-カルボキサミドを含有する製剤 | 3%以下を含有するものを除く |
| 47の4   | ジプロピル-4-メチルチオフェニルホスフェイト及びこれを含有する製剤 | |
| 48      | 1,2-ジブロムエタン(別名EDB)を含有する製剤 | 50%以下を含有するものを除く |
| 49      | ジブロムクロルプロパン(別名DBCP)を含有する製剤 | |
| 50      | 3,5-ジブロム-4-ヒドロキシ-4'-ニトロアゾベンゼンを含有する製剤 | 3%以下を含有するものを除く |
| 50の2   | 2,3-ジブロモプロパン-1-オール及びこれを含有する製剤 | |
| 50の3   | 2-(ジメチルアミノ)エタノール及びこれを含有する製剤 | 3.1%以下を含有するものを除く |
| 50の4   | 2-(ジメチルアミノ)エチル=メタクリレート及びこれを含有する製剤 | 6.4%以下を含有するものを除く |
| 50の5   | 2-ジメチルアミノ-5,6-ジメチルピリミジル-4-N,N-ジメチルカルバメート及びこれを含有する製剤 | |
| 50の6   | 5-ジメチルアミノ-1,2,3-トリチアン、その塩類及びこれらのいずれかを含有する製剤 | 5-ジメチルアミノ-1,2,3-トリチアンとして3%以下を含有するものを除く |
| 50の7   | ジメチルアミン及びこれを含有する製剤 | 50%以下を含有するものを除く |
| 50の8   | ジメチル-(イソプロピルチオエチル)-ジチオホスフェイト4%以下を含有する製剤 | |
| 51      | ジメチルエチルスルフィニルイソプロピルチオホスフェイトを含有する製剤 | |
| 52      | ジメチルエチルメルカプトエチルジチオホスフェイト(別名チオメトン)を含有する製剤 | |
| 53      | ジメチル-2,2-ジクロルビニルホスフェイト(別名DDVP)を含有する製剤 | |
| 54      | ジメチルジチオホスホリルフェニル酢酸エチルを含有する製剤 | 3%以下を含有するものを除く |
| 54の2   | 3-ジメチルジチオホスホリル-S-メチル-5-メトキシ-1,3,4-チアジアゾリン-2-オン及びこれを含有する製剤 | |
| 54の3   | 2,2-ジメチル-2,3-ジヒドロ-1-ベンゾフラン-7-イル=N-[N-(2-エトキシカルボニルエチル)-N-イソプロピルスルフェナモイル]-N-メチルカルバマート(別名ベンフラカルブ)及びこれを含有する製剤 | 6%以下を含有するものを除く |
| 55      | ジメチルジブロムジクロルエチルホスフェイトを含有する製剤 | |
| 55の2   | ジメチル-S-パラクロルフェニルチオホスフェイト(別名DMCP)及びこれを含有する製剤 | |
| 55の3   | 3,4-ジメチルフェニル-N-メチルカルバメート及びこれを含有する製剤 | |
| 55の4   | 3,5-ジメチルフェニル-N-メチルカルバメート及びこれを含有する製剤 | 3%以下を含有するものを除く |
| 56      | ジメチルフタリルイミドメチルジチオホスフェイトを含有する製剤 | |
| 56の2   | N,N-ジメチルプロパン-1,3-ジアミン及びこれを含有する製剤 | |
| 56の3   | 2,2-ジメチル-1,3-ベンゾジオキソール-4-イル-N-メチルカルバマート(別名ベンダイオカルブ)5%以下を含有する製剤 | |
| 57      | ジメチルメチルカルバミルエチルチオエチルチオホスフェイトを含有する製剤 | |
| 58      | ジメチル-(N-メチルカルバミルメチル)-ジチオホスフェイト(別名ジメトエート)を含有する製剤 | |
| 58の2   | ジメチル-[2-(1'-メチルベンジルオキシカルボニル)-1-メチルエチレン]-ホスフェイト及びこれを含有する製剤 | |
| 58の3   | O,O-ジメチル-O-(3-メチル-4-メチルスルフィニルフェニル)-チオホスフェイト及びこれを含有する製剤 | |
| 59      | ジメチル-4-メチルメルカプト-3-メチルフェニルチオホスフェイトを含有する製剤 | 2%以下を含有するものを除く |
| 59の2   | 3-(ジメトキシホスフィニルオキシ)-N-メチル-シス-クロトナミド及びこれを含有する製剤 | |
| 60      | 重クロム酸塩類及びこれを含有する製剤 | |
| 61      | 蓚酸を含有する製剤 | 10%以下を含有するものを除く |
| 62      | 蓚酸塩類及びこれを含有する製剤 | 蓚酸として10%以下を含有するものを除く |
| 63      | 硝酸を含有する製剤 | 10%以下を含有するものを除く |
| 64      | 硝酸タリウムを含有する製剤 | 0.3%以下を含有し、黒色に着色され、かつ、トウガラシエキスを用いて著しくからく着味されているものを除く |
| 65      | 水酸化カリウムを含有する製剤 | 5%以下を含有するものを除く |
| 66      | 水酸化トリアリール錫、その塩類及びこれらの無水物並びにこれらのいずれかを含有する製剤 | 2%以下を含有するものを除く |
| 67      | 水酸化トリアルキル錫、その塩類及びこれらの無水物並びにこれらのいずれかを含有する製剤 | 2%以下を含有するものを除く |
| 68      | 水酸化ナトリウムを含有する製剤 | 5%以下を含有するものを除く |
| 68の2   | 水酸化リチウム及びこれを含有する製剤 | |
| 68の3   | 水酸化リチウム一水和物及びこれを含有する製剤 | 0.5%以下を含有するものを除く |
| 69      | 無機錫塩類 | |
| 69の2   | スチレン及びジビニルベンゼンの共重合物のスルホン化物の7-ブロモ-6-クロロ-3-[3-[(2R,3S)-3-ヒドロキシ-2-ピペリジル]-2-オキソプロピル]-4(3H)-キナゾリノンと7-ブロモ-6-クロロ-3-[3-[(2S,3R)-3-ヒドロキシ-2-ピペリジル]-2-オキソプロピル]-4(3H)-キナゾリノンとのラセミ体とカルシウムとの混合塩(7-ブロモ-6-クロロ-3-[3-[(2R,3S)-3-ヒドロキシ-2-ピペリジル]-2-オキソプロピル]-4(3H)-キナゾリノンと7-ブロモ-6-クロロ-3-[3-[(2S,3R)-3-ヒドロキシ-2-ピペリジル]-2-オキソプロピル]-4(3H)-キナゾリノンとのラセミ体として7.2%以下を含有するものに限る以下この号において同じ)及びこれを含有する製剤 | 1%以下を含有するものを除く |
| 69の3   | センデュラマイシン、その塩類及びこれらのいずれかを含有する製剤 | 0.5%以下を含有するものを除く |
| 69の4   | 2-チオ-3,5-ジメチルテトラヒドロ-1,3,5-チアジアジン及びこれを含有する製剤 | |
| 70      | チオセミカルバジドを含有する製剤 | 0.3%以下を含有し、黒色に着色され、かつ、トウガラシエキスを用いて著しくからく着味されているものを除く |
| 71      | テトラエチルメチレンビスジチオホスフェイトを含有する製剤 | |
| 71の2   | テトラクロルニトロエタン及びこれを含有する製剤 | |
| 71の3   | (S)-2,3,5,6-テトラヒドロ-6-フェニルイミダゾ[2,1-b]チアゾール、その塩類及びこれらのいずれかを含有する製剤 | (S)-2,3,5,6-テトラヒドロ-6-フェニルイミダゾ[2,1-b]チアゾールとして6.8%以下を含有するものを除く |
| 71の4   | 2,3,5,6-テトラフルオロ-4-メチルベンジル=(Z)-(1RS,3RS)-3-(2-クロロ-3,3,3-トリフルオロ-1-プロペニル)-2,2-ジメチルシクロプロパンカルボキシラート(別名テフルトリン)1.5%以下を含有する製剤 | |
| 71の5   | 3,7,9,13-テトラメチル-5,11-ジオキサ-2,8,14-トリチア-4,7,9,12-テトラアザペンタデカ-3,12-ジエン-6,10-ジオン(別名チオジカルブ)及びこれを含有する製剤 | |
| 71の6   | 2,4,6,8-テトラメチル-1,3,5,7-テトラオキソカン(別名メタアルデヒド)及びこれを含有する製剤 | 10%以下を含有するものを除く |
| 72      | 無機銅塩類 | 雷銅を除く |
| 72の2   | 1-ドデシルグアニジウム=アセタート(別名ドジン)65%以下を含有する製剤 | |
| 72の3   | 3,6,9-トリアザウンデカン-1,11-ジアミン及びこれを含有する製剤 | |
| 73      | トリエタノールアンモニウム-2,4-ジニトロ-6-(1-メチルプロピル)-フェノラートを含有する製剤 | |
| 73の2   | トリクロルニトロエチレン及びこれを含有する製剤 | |
| 74      | トリクロルヒドロキシエチルジメチルホスホネイトを含有する製剤 | 10%以下を含有するものを除く |
| 74の2   | 2,4,5-トリクロルフェノキシ酢酸、そのエステル類及びこれらのいずれかを含有する製剤 | |
| 74の3   | トリクロロシラン及びこれを含有する製剤 | |
| 74の4   | トリクロロフェニルシラン及びこれを含有する製剤 | |
| 74の5   | 1,2,3-トリクロロプロパン及びこれを含有する製剤 | |
| 74の6   | トリブチルトリチオホスフェイト及びこれを含有する製剤 | |
| 74の7   | トリフルオロメタンスルホン酸及びこれを含有する製剤 | 10%以下を含有するものを除く |
| 75      | トルイジン塩類 | |
| 76      | トルイレンジアミン及びその塩類 | |
| 76の2   | トルエン | |
| 77      | 鉛化合物 | イ 四酸化三鉛 ロ ヒドロオキシ炭酸鉛 ハ 硫酸鉛 を除く |
| 77の2   | ナラシン又はその塩類のいずれかを含有する製剤であって、ナラシンとして10%以下を含有するもの | ナラシンとして1%以下を含有し、かつ、飛散を防止するための加工をしたものを除く |
| 77の3   | 二酸化アルミニウムナトリウム及びこれを含有する製剤 | |
| 77の4   | 1-(4-ニトロフェニル)-3-(3-ピリジルメチル)ウレア及びこれを含有する製剤 | |
| 78      | 二硫化炭素を含有する製剤 | |
| 78の2   | ノニルフェノール及びこれを含有する製剤 | 1%以下を含有するものを除く |
| 79      | バリウム化合物 | 硫酸バリウムを除く |
| 80      | ピクリン酸塩類 | 爆発薬を除く |
| 80の2   | N,N'-ビス(2-アミノエチル)エタン-1,2-ジアミン及びこれを含有する製剤 | |
| 80の3   | ビス(2-エチルヘキシル)=水素=ホスファート及びこれを含有する製剤 | 2%以下を含有するものを除く |
| 80の4   | S,S-ビス(1-メチルプロピル)=O-エチル=ホスホロジチオアート(別名カズサホス)10%以下を含有する製剤 | 3%以下を含有する徐放性製剤を除く |
| 80の5   | ヒドラジン一水和物及びこれを含有する製剤 | 30%以下を含有するものを除く |
| 80の6   | ヒドロキシエチルヒドラジン、その塩類及びこれらのいずれか | |
| 80の7   | 2-ヒドロキシ-4-メチルチオ酪酸及びこれを含有する製剤 | 0.5%以下を含有するものを除く |
| 81      | ヒドロキシルアミンを含有する製剤 | |
| 82      | ヒドロキシルアミン塩類及びこれを含有する製剤 | |
| 82の2   | 1-ビニル-2-ピロリドン及びこれを含有する製剤 | 10%以下を含有するものを除く |
| 83      | 2-(3-ピリジル)-ピペリジン(別名アナバシン)、その塩類及びこれらのいずれかを含有する製剤 | |
| 83の2   | ピロカテコール及びこれを含有する製剤 | |
| 83の3   | 2-(フェニルパラクロルフェニルアセチル)-1,3-インダンジオン及びこれを含有する製剤 | 0.025%以下を含有するものを除く |
| 84      | フェニレンジアミン及びその塩類 | |
| 85      | フェノールを含有する製剤 | 5%以下を含有するものを除く |
| 85の2   | 1-t-ブチル-3-(2,6-ジイソプロピル-4-フェノキシフェニル)チオウレア(別名ジアフェンチウロン)及びこれを含有する製剤 | |
| 85の3   | ブチル=2,3-ジヒドロ-2,2-ジメチルベンゾフラン-7-イル=N,N'-ジメチル-N,N'-チオジカルバマート(別名フラチオカルブ)5%以下を含有する製剤 | |
| 85の4   | t-ブチル=(E)-4-(1,3-ジメチル-5-フェノキシ-4-ピラゾリルメチレンアミノオキシメチル)ベンゾアート及びこれを含有する製剤 | 5%以下を含有するものを除く |
| 85の5   | ブチル(トリクロロ)スタンナン及びこれを含有する製剤 | |
| 85の6   | N-ブチルピロリジン | |
| 85の7   | 2-s-ブチルフェノール及びこれを含有する製剤 | |
| 85の8   | 2-t-ブチルフェノール及びこれを含有する製剤 | |
| 85の9   | 2-t-ブチル-5-(4-t-ブチルベンジルチオ)-4-クロロピリダジン-3(2H)-オン及びこれを含有する製剤 | |
| 85の10  | ブチル-S-ベンジル-S-エチルジチオホスフェイト及びこれを含有する製剤 | |
| 85の11  | N-(4-t-ブチルベンジル)-4-クロロ-3-エチル-1-メチルピラゾール-5-カルボキサミド(別名テブフエンピラド)及びこれを含有する製剤 | |
| 85の12  | 2-t-ブチル-5-メチルフェノール及びこれを含有する製剤 | |
| 85の13  | ふっ化アンモニウム及びこれを含有する製剤 | |
| 85の14  | ふっ化ナトリウム及びこれを含有する製剤 | 6%以下を含有するものを除く |
| 86      | ブラストサイジンSを含有する製剤 | |
| 87      | ブラストサイジンS塩類及びこれを含有する製剤 | |
| 87の2   | ブルシン及びその塩類 | |
| 87の3   | ブロムアセトン及びこれを含有する製剤 | |
| 88      | ブロム水素を含有する製剤 | |
| 88の2   | ブロムメチルを含有する製剤 | |
| 88の3   | 1-ブロモ-3-クロロプロパン及びこれを含有する製剤 | |
| 88の4   | 2-(4-ブロモジフルオロメトキシフェニル)-2-メチルプロピル=3-フェノキシベンジル=エーテル(別名ハルフェンプロックス)及びこれを含有する製剤 | 5%以下を含有する徐放性製剤を除く |
| 89      | ヘキサクロルエポキシオクタヒドロエンドエキソジメタノナフタリン(別名ディルドリン) | |
| 90      | 1,2,3,4,5,6-ヘキサクロルシクロヘキサン(別名リンデン)を含有する製剤 | 1.5%以下を含有するものを除く |
| 91      | ヘキサクロルヘキサヒドロジメタノナフタリン(別名アルドリン)を含有する製剤 | |
| 91の2   | ヘキサメチレンジイソシアナート及びこれを含有する製剤 | |
| 91の3   | ヘキサン酸及びこれを含有する製剤 | 11%以下を含有するものを除く |
| 91の4   | ヘキサン-1,6-ジアミン及びこれを含有する製剤 | |
| 92      | ベタナフトールを含有する製剤 | 1%以下を含有するものを除く |
| 92の2   | ヘプタン酸及びこれを含有する製剤 | 11%以下を含有するものを除く |
| 92の3   | ベンゼン-1,4-ジカルボニル=ジクロリド及びこれを含有する製剤 | |
| 92の4   | ベンゾイル=クロリド及びこれを含有する製剤 | 0.05%以下を含有するものを除く |
| 93      | 1,4,5,6,7-ペンタクロル-3a,4,7,7a-テトラヒドロ-4-7-(8,8-ジクロルメタノ)-インデン(別名ヘプタクロール)を含有する製剤 | |
| 94      | ペンタクロルフェノール(別名PCP)を含有する製剤 | 1%以下を含有するものを除く |
| 95      | ペンタクロルフェノール塩類及びこれを含有する製剤 | 1%以下を含有するものを除く |
| 95の2   | ペンタン酸及びこれを含有する製剤 | 11%以下を含有するものを除く |
| 96      | 硼弗化水素酸及びその塩類 | |
| 96の2   | ホスホン酸及びこれを含有する製剤 | |
| 97      | ホルムアルデヒドを含有する製剤 | 1%以下を含有するものを除く |
| 98      | 無水クロム酸を含有する製剤 | |
| 98の2   | 無水酢酸を含有する製剤 | 0.2%以下を含有するものを除く |
| 98の3   | 無水マレイン酸を含有する製剤 | 1.2%以下を含有するものを除く |
| 98の4   | メタクリル酸及びこれを含有する製剤 | 25%以下を含有するものを除く |
| 98の5   | メタバナジン酸アンモニウム及びこれを含有する製剤 | 0.01%以下を含有するものを除く |
| 98の6   | メタンアルソン酸カルシウム及びこれを含有する製剤 | |
| 98の7   | メタンアルソン酸鉄及びこれを含有する製剤 | |
| 98の8   | メタンスルホン酸及びこれを含有する製剤 | 0.5%以下を含有するものを除く |
| 98の9   | 2-メチリデンブタン2酸(別名メチレンコハク酸)及びこれを含有する製剤 | |
| 98の10  | メチルアミン及びこれを含有する製剤 | 40%以下を含有するものを除く |
| 98の11  | メチルイソチオシアネート及びこれを含有する製剤 | |
| 98の12  | 3-メチル-5-イソプロピルフェニル-N-メチルカルバメート及びこれを含有する製剤 | |
| 98の13  | メチルエチルケトン | |
| 99      | N-メチルカルバミル-2-クロルフェノール及びこれを含有する製剤 | 2.5%以下を含有するものを除く |
| 99の2   | N'-(2-メチル-4-クロルフェニル)-N,N-ジメチルホルムアミジン、その塩類及びこれらのいずれかを含有する製剤 | N'-(2-メチル-4-クロルフェニル)-N,N-ジメチルホルムアミジンとして3%以下を含有するものを除く |
| 99の3   | メチル=N-[2-[1-(4-クロロフェニル)-1H-ピラゾール-3-イルオキシメチル]フェニル](N-メトキシ)カルバマート(別名ピラクロストロビン)及びこれを含有する製剤 | 6.8%以下を含有するものを除く |
| 99の4   | メチルシクロヘキシル-4-クロルフェニルチオホスフェイト1.5%以下を含有する製剤 | |
| 99の5   | メチルジクロルビニルリン酸カルシウムとジメチルジクロルビニルホスフェイトとの錯化合物及びこれを含有する製剤 | |
| 99の6   | メチルジチオカルバミン酸亜鉛及びこれを含有する製剤 | |
| 99の7   | メチル-N',N'-ジメチル-N-[(メチルカルバモイル)オキシ]-1-チオオキサムイミデート0.8%以下を含有する製剤 | |
| 99の8   | S-(4-メチルスルホニルオキシフェニル)-N-メチルチオカルバマート及びこれを含有する製剤 | |
| 99の9   | 5-メチル-1,2,4-トリアゾロ[3,4-b]ベンゾチアゾール(別名トリシクラゾール)及びこれを含有する製剤 | 8%以下を含有するものを除く |
| 100     | N-メチル-1-ナフチルカルバメートを含有する製剤 | 5%以下を含有するものを除く |
| 100の2  | N-メチル-N-(1-ナフチル)-モノフルオール酢酸アミド及びこれを含有する製剤 | |
| 100の3  | 2-メチルビフェニル-3-イルメチル=(1RS,2RS)-2-(Z)-(2-クロロ-3,3,3-トリフルオロ-1-プロペニル)-3,3-ジメチルシクロプロパンカルボキシラート及びこれを含有する製剤 | 2%以下を含有するものを除く |
| 100の4  | S-(2-メチル-1-ピペリジル-カルボニルメチル)ジプロピルジチオホスフェイト及びこれを含有する製剤 | 4.4%以下を含有するものを除く |
| 100の5  | 3-メチルフェニル-N-メチルカルバメート及びこれを含有する製剤 | 2%以下を含有するものを除く |
| 100の6  | 2-(1-メチルプロピル)-フェニル-N-メチルカルバメート及びこれを含有する製剤 | 2%(マイクロカプセル製剤にあっては、15%)以下を含有するものを除く |
| 100の7  | メチル-(4-ブロム-2,5-ジクロルフェニル)-チオノベンゼンホスホネイト及びこれを含有する製剤 | |
| 100の8  | 4-メチルベンゼンスルホン酸及びこれを含有する製剤 | 5%以下を含有するものを除く |
| 100の9  | メチルホスホン酸ジメチル | |
| 100の10 | S-メチル-N-[(メチルカルバモイル)-オキシ]-チオアセトイミデート(別名メトミル)45%以下を含有する製剤 | |
| 100の11 | メチレンビス(1-チオセミカルバジド)2%以下を含有する製剤 | |
| 100の12 | 5-メトキシ-N,N-ジメチルトリプタミン、その塩類及びこれらのいずれかを含有する製剤 | |
| 100の13 | 1-(4-メトキシフェニル)ピペラジン及びこれを含有する製剤 | |
| 100の14 | 1-(4-メトキシフェニル)ピペラジン一塩酸塩及びこれを含有する製剤 | |
| 100の15 | 1-(4-メトキシフェニル)ピペラジン二塩酸塩及びこれを含有する製剤 | |
| 100の16 | 2-メトキシ-1,3,2-ベンゾジオキサホスホリン-2-スルフィド及びこれを含有する製剤 | |
| 100の17 | 2-メルカプトエタノール10%以下を含有する製剤 | 0.1%以下を含有する20リットル以下の容器に収められたものを除く |
| 100の18 | メルカプト酢酸及びこれを含有する製剤 | 1%以下を含有するものを除く |
| 100の19 | モネンシン、その塩類及びこれらのいずれかを含有する製剤 | モネンシンとして8%以下を含有するものを除く |
| 100の20 | モノゲルマン及びこれを含有する製剤 | |
| 101     | モノフルオール酢酸パラブロムアニリド及びこれを含有する製剤 | |
| 101の2  | モノフルオール酢酸パラブロムベンジルアミド及びこれを含有する製剤 | |
| 101の3  | モルホリン及びこれを含有する製剤 | 6%以下を含有するものを除く |
| 102     | 沃化水素を含有する製剤 | |
| 102の2  | 沃化メチル及びこれを含有する製剤 | |
| 102の3  | ラサロシド、その塩類及びこれらのいずれかを含有する製剤 | ラサロシドとして2%以下を含有するものを除く |
| 102の4  | 硫化水素ナトリウム及びこれを含有する製剤 | |
| 102の5  | 硫化二ナトリウム及びこれを含有する製剤 | |
| 103     | 硫化燐を含有する製剤 | |
| 104     | 硫酸を含有する製剤 | 10%以下を含有するものを除く |
| 105     | 硫酸タリウムを含有する製剤 | 0.3%以下を含有し、黒色に着色され、かつ、トウガラシエキスを用いて著しくからく着味されているものを除く |
| 106     | 硫酸パラジメチルアミノフェニルジアゾニウム、その塩類及びこれらのいずれかを含有する製剤 | |
| 107     | 燐化亜鉛を含有する製剤 | 1%以下を含有し、黒色に着色され、かつ、トウガラシエキスを用いて著しくからく着味されているものを除く |
| 108     | レソルシノール及びこれを含有する製剤 | 20%以下を含有するものを除く |
| 109     | ロダン酢酸エチルを含有する製剤 | 1%以下を含有するものを除く |
| 110     | ロテノンを含有する製剤 | 2%以下を含有するものを除く |

### 有機シアン化合物の例外
有機シアン化合物およびそれを含有する製剤のうち、以下に該当するものは劇物から除外される。
1. 4-[6-(アクリロイルオキシ)ヘキシルオキシ]-4'-シアノビフェニル及びこれを含有する製剤
2. [2-アセトキシ-(4-ジエチルアミノ)ベンジリデン]マロノニトリル及びこれを含有する製剤
3. アセトニトリル40%以下を含有する製剤
4. 4,4'-アゾビス(4-シアノ吉草酸)及びこれを含有する製剤
5. 5-アミノ-1-(2,6-ジクロロ-4-トリフルオロメチルフエニル)-4-エチルスルフイニル-1H-ピラゾール-3-カルボニトリル(別名エチプロール)及びこれを含有する製剤
6. 5-アミノ-1-(2,6-ジクロロ-4-トリフルオロメチルフェニル)-3-シアノ-4-トリフルオロメチルスルフィニルピラゾール(別名フィプロニル)1%(マイクロカプセル製剤にあっては、5%)以下を含有する製剤
7. 4-アルキル安息香酸シアノフェニル及びこれを含有する製剤
8. 4-アルキル-4"-シアノ-パラ-テルフェニル及びこれを含有する製剤
9. 4-アルキル-4'-シアノビフェニル及びこれを含有する製剤
10. 4-アルキル-4'-シアノフェニルシクロヘキサン及びこれを含有する製剤
11. 5-アルキル-2-(4-シアノフェニル)ピリミジン及びこれを含有する製剤
12. 4-アルキルシクロヘキシル-4'-シアノビフェニル及びこれを含有する製剤
13. 5-(4-アルキルフェニル)-2-(4-シアノフェニル)ピリミジン及びこれを含有する製剤
14. 4-アルコキシ-4'-シアノビフェニル及びこれを含有する製剤
15. 4-イソプロピルベンゾニトリル及びこれを含有する製剤
16. (E)-ウンデカ-9-エンニトリル、(Z)-ウンデカ-9-エンニトリル及びウンデカ-10-エンニトリルの混合物((E)-ウンデカ-9-エンニトリル45%以上55%以下を含有し、(Z)-ウンデカ-9-エンニトリル23%以上33%以下を含有し、かつ、ウンデカ-10-エンニトリル10%以上20%以下を含有するものに限る)及びこれを含有する製剤
17. 4-エチルオクタ-3-エンニトリル及びこれを含有する製剤
18. 4-[トランス-4-(トランス-4-エチルシクロヘキシル)シクロヘキシル]ベンゾニトリル及びこれを含有する製剤
19. 4-[5-(トランス-4-エチルシクロヘキシル)-2-ピリミジニル]ベンゾニトリル及びこれを含有する製剤
20. 4-(トランス-4-エチルシクロヘキシル)-2-フルオロベンゾニトリル及びこれを含有する製剤
21. トランス-4'-エチル-トランス-1,1'-ビシクロヘキサン-4-カルボニトリル及びこれを含有する製剤
22. 4'-[2-(エトキシ)エトキシ]-4-ビフェニルカルボニトリル及びこれを含有する製剤
23. 4-[トランス-4-(エトキシメチル)シクロヘキシル]ベンゾニトリル及びこれを含有する製剤
24. 3-(オクタデセニルオキシ)プロピオノニトリル及びこれを含有する製剤
25. オレオニトリル及びこれを含有する製剤
26. カプリニトリル及びこれを含有する製剤
27. カプリロニトリル及びこれを含有する製剤
28. 2-(4-クロル-6-エチルアミノ-S-トリアジン-2-イルアミノ)-2-メチル-プロピオニトリル50%以下を含有する製剤
29. 4-クロロ-2-シアノ-N,N-ジメチル-5-パラ-トリルイミダゾール-1-スルホンアミド及びこれを含有する製剤
30. 3-クロロ-4-シアノフェニル=4-エチルベンゾアート及びこれを含有する製剤
31. 3-クロロ-4-シアノフェニル=4-プロピルベンゾアート及びこれを含有する製剤
32. 1-(3-クロロ-4,5,6,7-テトラヒドロピラゾロ[1,5-a]ピリジン-2-イル)-5-[メチル(プロプ-2-イン-1-イル)アミノ]-1H-ピラゾール-4-カルボニトリル(別名：ピラクロニル)及びこれを含有する製剤
33. 1-(3-クロロ-4,5,6,7-テトラヒドロピラゾロ[1,5-a]ピリジン-2-イル)-5-[(シクロプロピルメチル)アミノ]-1H-ピラゾール-4-カルボニトリル（別名シクロピラニル）及びこれを含有する製剤
34. 1-(3-クロロ-2-ピリジル)-4'-シアノ-2'-メチル-6'-(メチルカルバモイル)-3-[[5-(トリフルオロメチル)-2H-1,2,3,4-テトラゾール-2-イル]-1H-ピラゾール-5-カルボキサニリド及びこれを含有する製剤
35. (E)-[(4RS)-4-(2-クロロフェニル)-1,3-ジチオラン-2-イリデン](1H-イミダゾール-1-イル)アセトニトリル及びこれを含有する製剤
36. 2-(4-クロロフェニル)-2-(1H-1,2,4-トリアゾール-1-イルメチル)ヘキサンニトリル(別名ミクロブタニル)及びこれを含有する製剤
37. (RS)-4-(4-クロロフエニル)-2-フエニル-2-(1H-1,2,4-トリアゾール-1-イルメチル)ブチロニトリル及びこれを含有する製剤
38. 高分子化合物
39. シアノアクリル酸エステル及びこれを含有する製剤
40. N-(2-シアノエチル)-1,3-ビス(アミノメチル)ベンゼン、N,N'-ジ(2-シアノエチル)-1,3-ビス(アミノメチル)ベンゼン及びN,N,N'-トリ(2-シアノエチル)-1,3-ビス(アミノメチル)ベンゼンの混合物及びこれを含有する製剤
41. (RS)-2-シアノ-N-[(R)-1-(2,4-ジクロロフエニル)エチル]-3,3-ジメチルブチラミド(別名ジクロシメツト)及びこれを含有する製剤
42. 2-シアノ-3,3-ジフエニルプロパ-2-エン酸 2-エチルヘキシルエステル及びこれを含有する製剤
43. 4-シアノ-3,5-ジフルオロフエニル=4-ブタ-3-エニルベンゾアート及びこれを含有する製剤
44. 4-シアノ-3,5-ジフルオロフェニル=4-ペンチルベンゾアート及びこれを含有する製剤
45. N-(1-シアノ-1,2-ジメチルプロピル)-2-(2,4-ジクロロフエノキシ)プロピオンアミド及びこれを含有する製剤
46. N-[(RS)-シアノ(チオフェン-2-イル)メチル]-4-エチル-2-(エチルアミノ)-1,3-チアゾール-5-カルボキサミド(別名エタボキサム)及びこれを含有する製剤
47. 4'-シアノ-4-ビフェニリル=トランス-4-エチル-1-シクロヘキサンカルボキシラート及びこれを含有する製剤
48. 4'-シアノ-4-ビフェニリル=トランス-4-(トランス-4-プロピルシクロヘキシル)-1-シクロヘキサンカルボキシラート及びこれを含有する製剤
49. 4-シアノ-4'-ビフェニリル=4-(トランス-4-プロピルシクロヘキシル)ベンゾアート及びこれを含有する製剤
50. 4'-シアノ-4-ビフェニリル=4'-ヘプチル-4-ビフェニルカルボキシラート及びこれを含有する製剤
51. 4'-シアノ-4-ビフェニリル=トランス-4-(トランス-4-ペンチルシクロヘキシル)-1-シクロヘキサンカルボキシラート及びこれを含有する製剤
52. 4-シアノ-4'-ビフェニリル=4-(トランス-4-ペンチルシクロヘキシル)ベンゾアート及びこれを含有する製剤
53. 4-シアノフェニル=トランス-4-ブチル-1-シクロヘキサンカルボキシラート及びこれを含有する製剤
54. 4-シアノフェニル=トランス-4-プロピル-1-シクロヘキサンカルボキシラート及びこれを含有する製剤
55. 4-シアノフェニル=トランス-4-ペンチル-1-シクロヘキサンカルボキシラート及びこれを含有する製剤
56. 4-シアノフェニル=4-(トランス-4-ペンチルシクロヘキシル)ベンゾアート及びこれを含有する製剤
57. (E)-2-{2-(4-シアノフェニル)-1-[3-(トリフルオロメチル)フェニル]エチリデン}-N-[4-(トリフルオロメトキシ)フェニル]ヒドラジンカルボキサミドと(Z)-2-{2-(4-シアノフェニル)-1-[3-(トリフルオロメチル)フェニル]エチリデン}-N-[4-(トリフルオロメトキシ)フェニル]ヒドラジンカルボキサミドの混合物((E)-2-(2-(4-シアノフェニル)-1-[3-(トリフルオロメチル)フェニル]エチリデントN-[4-(トリフルオロメトキシ)フェニル]ヒドラジンカルボキサミド90%以上を含有し、かつ、(Z)-2-(2-(4-シアノフェニル)-1-[3-(トリフルオロメチル)フェニル]エチリデン)-N-[4-(トリフルオロメトキシ)フェニル]ヒドラジンカルボキサミド10%以下を含有するものに限る。)(別名メタフルミゾン)及びこれを含有する製剤
58. (S)-4-シアノフェニル=4-(2-メチルブトキシ)ベンゾアート及びこれを含有する製剤
59. (RS)-シアノ-(3-フエノキシフエニル)メチル=2,2,3,3-テトラメチルシクロプロパンカルボキシラート(別名フエンプロパトリン)1%以下を含有する製剤
60. (RS)-α-シアノ-3-フェノキシベンジル=N-(2-クロロ-α,α,α-トリフルオロ-パラトリル)-D-バリナート(別名フルバリネート)5%以下を含有する製剤
61. α-シアノ-3-フェノキシベンジル=2,2-ジクロロ-1-(4-エトキシフェニル)-1-シクロプロパンカルボキシラート(別名シクロプロトリン)及びこれを含有する製剤
62. (S)-α-シアノ-3-フェノキシベンジル=(1R,3R)-3-(2,2-ジクロロビニル)-2,2-ジメチルシクロプロパン-カルボキシラートと(R)-α-シアノ-3-フェノキシベンジル=(1S,3S)-3-(2,2-ジクロロビニル)-2,2-ジメチルシクロプロパン-カルボキシラートとの等量混合物0.88%以下を含有する製剤
63. (S)-α-シアノ-3-フェノキシベンジル=(1R,3S)-2,2-ジメチル-3-(1,2,2,2-テトラブロモエチル)シクロプロパンカルボキシラート(別名トラロメトリン)0.9%以下を含有する製剤
64. (S)-α-シアノ-3-フェノキシベンジル=(Z)-(1R,3S)-2,2-ジメチル-3-[2-(2,2,2-トリフルオロ-1-トリフルオロメチルエトキシカルボニル)ビニル]シクロプロパンカルボキシラート及びこれを含有する製剤
65. (S)-α-シアノ-3-フェノキシベンジル=(1R,3R)-2,2-ジメチル-3-(2-メチル-1-プロペニル)-1-シクロプロパンカルボキシラートと(R)-α-シアノ-3-フェノキシベンジル=(1R,3R)-2,2-ジメチル-3-(2-メチル-1-プロペニル)-1-シクロプロパンカルボキシラートとの混合物 ((S)-α-シアノ-3-フェノキシベンジル=(1R,3R)-2,2-ジメチル-3-(2-メチル-1-プロペニル)-1-シクロプロパンカルボキシラート91%以上99%以下を含有し、かつ、(R)-α-シアノ-3-フェノキシベンジル=(1R,3R)-2,2-ジメチル-3-(2-メチル-1-プロペニル)-1-シクロプロパンカルボキシラート1%以上9%以下を含有するものに限る)10%以下を含有するマイクロカプセル製剤
66. (RS)-α-シアノ-3-フェノキシベンジル=(1R,3R)-2,2-ジメチル-3-(2-メチル-1-プロペニル)-1-シクロプロパンカルボキシラート8%以下を含有する製剤
67. (RS)-α-シアノ-3-フェノキシベンジル=(1R,3S)-2,2-ジメチル-3-(2-メチル-1-プロペニル)-1-シクロプロパンカルボキシラート2%以下を含有する製剤
68. 4-シアノ-3-フルオロフェニル=4-(トランス-4-エチルシクロヘキシル)ベンゾアート及びこれを含有する製剤
69. 4-シアノ-3-フルオロフェニル=4-エチルベンゾアート及びこれを含有する製剤
70. 4-シアノ-3-フルオロフェニル=4-(エトキシメチル)ベンゾアート及びこれを含有する製剤
71. 4-シアノ-3-フルオロフェニル=4-(トランス-4-ブチルシクロヘキシル)ベンゾアート及びこれを含有する製剤
72. 4-シアノ-3-フルオロフェニル=4-ブチルベンゾアート及びこれを含有する製剤
73. 4-シアノ-3-フルオロフェニル=4-(ブトキシメチル)ベンゾアート及びこれを含有する製剤
74. 4-シアノ-3-フルオロフェニル=4-(トランス-4-プロピルシクロヘキシル)ベンゾアート及びこれを含有する製剤
75. 4-シアノ-3-フルオロフェニル=4-プロピルベンゾアート及びこれを含有する製剤
76. 4-シアノ-3-フルオロフェニル=4-(プロポキシメチル)ベンゾアート及びこれを含有する製剤
77. 4-シアノ-3-フルオロフェニル=4-ヘプチルベンゾアート及びこれを含有する製剤
78. 4-シアノ-3-フルオロフェニル=4-[(3E)-ペンタ-3-エン-1-イル]ベンゾアート及びこれを含有する製剤
79. 4-シアノ-3-フルオロフェニル=4-(ペンチルオキシメチル)ベンゾアート及びこれを含有する製剤
80. 4-シアノ-3-フルオロフェニル=4-(トランス-4-ペンチルシクロヘキシル)ベンゾアート及びこれを含有する製剤
81. 4-シアノ-3-フルオロフェニル=4-ペンチルベンゾアート及びこれを含有する製剤
82. α-シアノ-4-フルオロ-3-フェノキシベンジル=3-(2,2-ジクロロビニル)-2,2-ジメチルシクロプロパンカルボキシラート0.5%以下を含有する製剤
83. 4'-(シアノメチル)-2-イソプロピル-5,5-ジメチルシクロヘキサンカルボキサニリド及びこれを含有する製剤
84. 2-シアノ-N-メチル-2-[3-(2,4,6-トリオキソテトラヒドロピリミジン-5(2H)-イリデン)-2,3-ジヒドロ-1H-イソインドール-1-イリデン]アセトアミド(別名ピグメントイエロー185)及びこれを含有する製剤
85. N-シアノメチル-4-(トリフルオロメチル)ニコチンアミド(別名フロニカミド)及びこれを含有する製剤
86. N-(4-シアノメチルフェニル)-2-イソプロピル-5-メチルシクロヘキサンカルボキサミド及びこれを含有する製剤
87. トランス-1-(2-シアノ-2-メトキシイミノアセチル)-3-エチルウレア(別名シモキサニル)及びこれを含有する製剤
88. 1,4-ジアミノ-2,3-ジシアノアントラキノン及びこれを含有する製剤
89. O,O-ジエチル-O-(α-シアノベンジリデンアミノ)チオホスフェイト(別名ホキシム)及びこれを含有する製剤
90. 3,3'-(1,4-ジオキソピロロ[3,4-c]ピロール-3,6-ジイル)ジベンゾニトリル及びこれを含有する製剤
91. シクロヘキシリデン-o-トリルアセトニトリル及びこれを含有する製剤
92. 2-シクロヘキシリデン-2-フェニルアセトニトリル及びこれを含有する製剤
93. シクロポリ(3〜4)[ジフェノキシ、フェノキシ(4-シアノフェノキシ)及び[ビス(4-シアノフェノキシ)]ホスファゼン]の混合物及びこれを含有する製剤
94. 2,6-ジクロルシアンベンゼン及びこれを含有する製剤
95. 3,4-ジクロロ-2’-シアノ-1,2-チアゾール-5-カルボキサニリド(別名イソチアニル)及びこれを含有する製剤
96. 1-(2,6-ジクロロ-α,α,α-トリフルオロ-p-トリル)-4-(ジフルオロメチルチオ)-5-[(2-ピリジルメチル)アミノ]ピラゾール-3-カルボニトリル(別名ピリプロール)2.5%以下を含有する製剤
97. (E)-[(4R)-4-(2,4-ジクロロフェニル)-1,3-ジチオラン-2-イリデン](1H-イミダゾール-1-イル)アセトニトリル及びこれを含有する製剤
98. 4-(2,2-ジシアノエテン-1-イル)フェニル=2,4,5-トリクロロベンゼン-1-スルホナート及びこれを含有する製剤
99. ジシアンジアミド及びこれを含有する製剤
100. 2,6-ジフルオロ-4-(トランス-4-ビニルシクロヘキシル)ベンゾニトリル及びこれを含有する製剤
101. 2,6-ジフルオロ-4-(トランス-4-プロピルシクロヘキシル)ベンゾニトリル及びこれを含有する製剤
102. 2,6-ジフルオロ-4-(5-プロピルピリミジン-2-イル)ベンゾニトリル及びこれを含有する製剤
103. 4-[2,3-(ジフルオロメチレンジオキシ)フェニル]ピロール-3-カルボニトリル(別名フルジオキソニル)及びこれを含有する製剤
104. 3,7-ジメチル-2,6-オクタジエンニトリル及びこれを含有する製剤
105. 3,7-ジメチル-6-オクテンニトリル及びこれを含有する製剤
106. 3,7-ジメチル-2,6-ノナジエンニトリル及びこれを含有する製剤
107. 3,7-ジメチル-3,6-ノナジエンニトリル及びこれを含有する製剤
108. 4,8-ジメチル-7-ノネンニトリル及びこれを含有する製剤
109. ジメチルパラシアンフェニル-チオホスフェイト及びこれを含有する製剤
110. 3-(6,6-ジメチルビシクロ[3,1,1]ヘプタ-2-エン-2-イル)-2,2-ジメチルプロパンニトリル及びこれを含有する製剤
111. 1,2-ジ(2-{4-[2-(2-メチルプロポキシ)カルボニル-2-シアノエテニル]フエニルチオ}エトキシ)エタン及びこれを含有する製剤
112. N-(α,α-ジメチルベンジル)-2-シアノ-2-フェニルアセトアミド及びこれを含有する製剤
113. 3,4-ジメチルベンゾニトリル及びこれを含有する製剤
114. 4,4-ジメトキシブタンニトリル及びこれを含有する製剤
115. 3,5-ジヨード-4-オクタノイルオキシベンゾニトリル及びこれを含有する製剤
116. ステアロニトリル及びこれを含有する製剤
117. 染料
118. テトラクロル-メタジシアンベンゼン及びこれを含有する製剤
119. 2,3,3,3-テトラフルオロ-2-(トリフルオロメチル)プロパンニトリル及びこれを含有する製剤
120. 2,3,5,6-テトラフルオロ-4-(メトキシメチル)ベンジル=(Z)-(1R,3R)-3-(2-シアノプロパ-1-エニル)-2,2-ジメチルシクロプロパンカルボキシラート、2,3,5,6-テトラフルオロ-4-(メトキシメチル)ベンジル=(E)-(1R,3R)-3-(2-シアノプロパ-1-エニル)-2,2-ジメチルシクロプロパンカルボキシラート、2,3,5,6-テトラフルオロ-4-(メトキシメチル)ベンジル=(Z)-(1S,3S)-3-(2-シアノプロパ-1-エニル)-2,2-ジメチルシクロプロパンカルボキシラート、2,3,5,6-テトラフルオロ-4-(メトキシメチル)ベンジル=(EZ)-(1RS,3SR)-3-(2-シアノプロパ-1-エニル)-2,2-ジメチルシクロプロパンカルボキシラート、および2,3,5,6-テトラフルオロ-4-(メトキシメチル)ベンジル=(E)-(1S,3S)-3-(2-シアノプロパ-1-エニル)-2,2-ジメチルシクロプロパンカルボキシラートの混合物(各々の含有量が80.9%以上、10%以下、2%以下、1%以下、0.2%以下のものに限る)及びこれを含有する製剤
121. (4Z)-4-ドデセンニトリル及びこれを含有する製剤
122. トリチオシクロヘプタジエン-3,4,6,7-テトラニトリル15%以下を含有する燻蒸剤
123. 2-トリデセンニトリルと3-トリデセンニトリルとの混合物(2-トリデセンニトリル80%以上84%以下を含有し、かつ、3-トリデセンニトリル15%以上19%以下を含有するものに限る)
124. 2,2,2-トリフルオロエチル=[(1S)-1-シアノ-2-メチルプロピル]カルバマート及びこれを含有する製剤
125. 2,2,3-トリメチル-3-シクロペンテンアセトニトリル10%以下を含有する製剤
126. p-トルエンスルホン酸=4-[[3-シアノ(2-メチルフェニル)メチリデン]チオフェン-2(3H)-イリデン]アミノオキシスルホニル]フェニル及びこれを含有する製剤
127. ノナ-2,6-ジエンニトリル及びこれを含有する製剤
128. パラジシアンベンゼン及びこれを含有する製剤
129. パルミトニトリル及びこれを含有する製剤
130. 1,2-ビス(N-シアノメチル-N,N-ジメチルアンモニウム)エタン=ジクロリド及びこれを含有する製剤
131. 2-ヒドロキシ-5-ピリジンカルボニトリル及びこれを含有する製剤
132. 4-(トランス-4-ビニルシクロヘキシル)ベンゾニトリル及びこれを含有する製剤
133. 3-ピリジンカルボニトリル及びこれを含有する製剤
134. (2Z)-2-フェニル-2-ヘキセンニトリル及びこれを含有する製剤
135. ブチル=(R)-2-[4-(4-シアノ-2-フルオロフェノキシ)フェノキシ]プロピオナート(別名シハロホップブチル)及びこれを含有する製剤
136. トランス-4-(5-ブチル-1,3-ジオキサン-2-イル)ベンゾニトリル及びこれを含有する製剤
137. 4-[トランス-4-[2-(トランス-4-ブチルシクロヘキシル)エチル]シクロヘキシル]ベンゾニトリル及びこれを含有する製剤
138. 4-[トランス-4-(トランス-4-ブチルシクロヘキシル)シクロヘキシル]ベンゾニトリル及びこれを含有する製剤
139. 4-ブチル-2,6-ジフルオロ安息香酸4-シアノ-3-フルオロフエニルエステル及びこれを含有する製剤
140. (E)-2-(4-ターシャリーブチルフェニル)-2-シアノ-1-(1,3,4-トリメチルピラゾール-5-イル)ビニル=2,2-ジメチルプロピオナート(別名シエノピラフェン)及びこれを含有する製剤
141. トランス-4'-ブチル-トランス-4-ヘプチル-トランス-1,1'-ビシクロヘキサン-4-カルボニトリル及びこれを含有する製剤
142. 4'-[トランス-4-(3-ブテニル)シクロヘキシル]-4-ビフェニルカルボニトリル及びこれを含有する製剤
143. 4-[トランス-4-(3-ブテニル)シクロヘキシル]ベンゾニトリル及びこれを含有する製剤
144. 2-フルオロ-4-[トランス-4-(トランス-4-エチルシクロヘキシル)シクロヘキシル]ベンゾニトリル及びこれを含有する製剤
145. (Z)-2-[2-フルオロ-5-(トリフルオロメチル)フェニルチオ]-2-[3-(2-メトキシフェニル)-1,3-チアゾリジン-2-イリデン]アセトニトリル(別名フルチアニル)及びこれを含有する製剤
146. 2-フルオロ-4-(トランス-4-ビニルシクロヘキシル)ベンゾニトリル及びこれを含有する製剤
147. 2-フルオロ-4-[トランス-4-(E)-(プロパ-1-エン-1-イル)シクロヘキシル]ベンゾニトリル及びこれを含有する製剤
148. 2-フルオロ-4-[トランス-4-(トランス-4-プロピルシクロヘキシル)シクロヘキシル]ベンゾニトリル及びこれを含有する製剤
149. 2-フルオロ-4-(トランス-4-プロピルシクロヘキシル)ベンゾニトリル及びこれを含有する製剤
150. 22-フルオロ-34-プロピル［11,21:24,31-テルフエニル］-14-カルボニトリル及びこれを含有する製剤
151. 3'-フルオロ-4"-プロピル-4-パラ-テルフェニルカルボニトリル及びこれを含有する製剤
152. 2-フルオロ-4-(トランス-4-ペンチルシクロヘキシル)ベンゾニトリル及びこれを含有する製剤
153. 2-フルオロ-4-[トランス-4-(3-メトキシプロピル)シクロヘキシル]ベンゾニトリル及びこれを含有する製剤
154. トランス-4-(5-プロピル-1,3-ジオキサン-2-イル)ベンゾニトリル及びこれを含有する製剤
155. 4-[トランス-4-[2-(トランス-4-プロピルシクロヘキシル)エチル]シクロヘキシル]ベンゾニトリル及びこれを含有する製剤
156. 4-[トランス-4-(トランス-4-プロピルシクロヘキシル)シクロヘキシル]ベンゾニトリル及びこれを含有する製剤
157. 2-[2-(プロピルスルホニルオキシイミノ)チオフエン-3(2H)-イリデン]-2-(2-メチルフエニル)アセトニトリル及びこれを含有する製剤
158. 4-[2-(トランス-4'-プロピル-トランス-1,1'-ビシクロヘキサン-4-イル)エチル]ベンゾニトリル及びこれを含有する製剤
159. 4-[トランス-4-(1-プロペニル)シクロヘキシル]ベンゾニトリル及びこれを含有する製剤
160. 3-ブロモ-1-(3-クロロピリジン-2-イル)-N-[4-シアノ-2-メチル-6-(メチルカルバモイル)フエニル]-1H-ピラゾール-5-カルボキサミド(別名シアントラニルプロール)及びこれを含有する製剤
161. 4-ブロモ-2-(4-クロロフエニル)-1-エトキシメチル-5-トリフルオロメチルピロール-3-カルボニトリル(別名クロルフエナピル)0.6%以下を含有する製剤
162. 2-ブロモ-2-(ブロモメチル)グルタロニトリル及びこれを含有する製剤
163. 3-(シス-3-ヘキセニロキシ)プロパンニトリル及びこれを含有する製剤
164. 4-[5-(トランス-4-ヘプチルシクロヘキシル)-2-ピリミジニル]ベンゾニトリル及びこれを含有する製剤
165. ペンタクロルマンデル酸ニトリル及びこれを含有する製剤
166. トランス-4-(5-ペンチル-1,3-ジオキサン-2-イル)ベンゾニトリル及びこれを含有する製剤
167. 4-[トランス-4-(トランス-4-ペンチルシクロヘキシル)シクロヘキシル]ベンゾニトリル及びこれを含有する製剤
168. 4-[5-(トランス-4-ペンチルシクロヘキシル)-2-ピリミジニル]ベンゾニトリル及びこれを含有する製剤
169. 4-ペンチル-2,6-ジフルオロ安息香酸、4-シアノ-3-フルオロフエニルエステル及びこれを含有する製剤
170. 4-[(E)-3-ペンテニル]安息香酸、4-シアノ-3,5-ジフルオロフェニルエステル及びこれを含有する製剤
171. 4'-[トランス-4-(4-ペンテニル)シクロヘキシル]-4-ビフェニルカルボニトリル及びこれを含有する製剤
172. 4-[トランス-4-(1-ペンテニル)シクロヘキシル]ベンゾニトリル及びこれを含有する製剤
173. 4-[トランス-4-(3-ペンテニル)シクロヘキシル]ベンゾニトリル及びこれを含有する製剤
174. 4-[トランス-4-(4-ペンテニル)シクロヘキシル]ベンゾニトリル及びこれを含有する製剤
175. ミリストニトリル及びこれを含有する製剤
176. メタジシアンベンゼン及びこれを含有する製剤
177. 4’-メチル-2-シアノビフェニル及びこれを含有する製剤
178. メチル=(E)-2-[2-[6-(2-シアノフェノキシ)ピリミジン-4-イルオキシ]フェニル]-3-メトキシアクリレート80%以下を含有する製剤
179. 2-メチルデカンニトリル及びこれを含有する製剤
180. 3-メチル-2-ノネンニトリル及びこれを含有する製剤
181. 3-メチル-3-ノネンニトリル及びこれを含有する製剤
182. 2-[2-(4-メチルフェニルスルホニルオキシイミノ)チオフェン-3(2H)-イリデン]-2-(2-メチルフェニル)アセトニトリル及びこれを含有する製剤
183. (Z)-[5-[4-(4-メチルフエニルスルホニルオキシ)フエニルスルホニルオキシイミノ]-5H-チオフエン-2-イリデン]-(2-メチルフエニル)アセトニトリル及びこれを含有する製剤
184. 3-メチル-5-フェニルペンタ-2-エンニトリル及びこれを含有する製剤
185. 2-メトキシエチル=(RS)-2-(4-t-ブチルフェニル)-2-シアノ-3-オキソ-3-(2-トリフルオロメチルフェニル)プロパノアート(別名シフルメトフェン)及びこれを含有する製剤
186. 4-[トランス-4-(メトキシプロピル)シクロヘキシル]ベンゾニトリル及びこれを含有する製剤
187. 4-[トランス-4-(メトキシメチル)シクロヘキシル]ベンゾニトリル及びこれを含有する製剤
188. ラウロニトリル及びこれを含有する製剤